# Dobra (Gran Polonia)
Dobra [pronunciación en polaco: /ˈdɔbra/] (en alemán: Gutendorf) es un pueblo en el distrito administrativo de Gmina Buk, dentro del Distrito de Poznań, Voivodato de Gran Polonia, en el oeste de Polonia. Se encuentra aproximadamente 6 kilómetros al sur de Buk y 28 kilómetros al sudoeste de la capital regional, Poznań.